# Естубень
Естубень (валенс. Estubeny,  Estubeny) — муніципалітет в Іспанії, у складі автономної спільноти Валенсія, у провінції Валенсія. Населення — 133 особи (2010).

## Географія
Муніципалітет розташований на відстані близько 310 км на південний схід від Мадрида, 55 км на південний захід від Валенсії.

## Галерея зображень

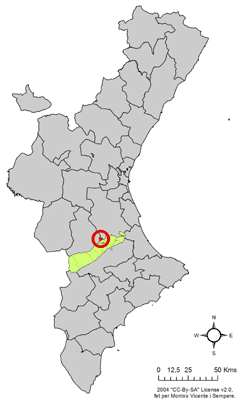
Розташування муніципалітету Естубень у автономній спільноті Валенсія
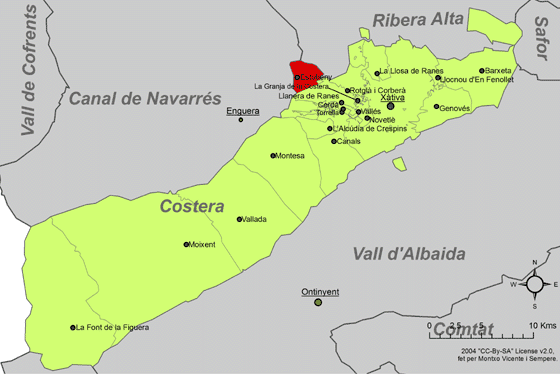
Розташування муніципалітету Естубень у комарці Ла-Костера